# Broomhaugh
Broomhaugh är en ort i civil parish Broomhaugh and Riding, i grevskapet Northumberland i England. Orten är belägen 9 km från Hexham. Broomhaugh var en civil parish 1866–1955 när det uppgick i Broomhaugh and Riding. Civil parish hade 228 invånare år 1951.